# Esperando la carroza (película)
Esperando la carroza es una película argentina cómica de 1985 dirigida por Alejandro Doria. Está basada en la obra de teatro homónima del uruguayo Jacobo Langsner, quien escribió el guion de la adaptación al cine junto a Doria. Es protagonizada por Luis Brandoni, China Zorrilla, Antonio Gasalla, Julio De Grazia, Betiana Blum, Mónica Villa, Juan Manuel Tenuta, Andrea Tenuta y Lidia Catalano. También contó con las actuaciones especiales de Cecilia Rosetto y Enrique Pinti y la presentación (debut cinematográfico) de Darío Grandinetti. Fue estrenada el 6 de mayo de 1985 en el Cine Atlas Lavalle y simultáneos.
La historia pertenece al género del grotesco criollo (costumbrista). Es ampliamente considerada como un clásico del cine de su país y una de las más importantes obras del cine argentino del siglo XX.

## Argumento
La octogenaria Mamá Cora (Antonio Gasalla) tiene cuatro hijos: Antonio (Luis Brandoni), Sergio (Juan Manuel Tenuta), Emilia (Lidia Catalano) y Jorge (Julio De Grazia). Vive con este último, que atraviesa una angustiante situación económica. La tensión financiera sumada a la falta de espacio y constantes conflictos generacionales con la anciana llevan a su joven esposa Susana (Mónica Villa) a pedir desesperadamente a su cuñado Sergio que se la lleve a vivir con él y su esposa por un tiempo. Susana, que ha tenido un drama doméstico con Mamá Cora (Susana estaba preparando mayonesa, y fue a atender a su hija, dejando la preparación fuera. Cuando vino la Mamá Cora, ella, basándose en una conversación anterior, pensó que eran flancitos sin elevar, entonces arruinó la preparación inocentemente con azúcar y leche, cosa que causó el enojo de Susana, sacándola de quicio.
Susana llega furiosa a casa de Sergio, quien en ese momento se prepara con su esposa, la pérfida Elvira (China Zorrilla), y su caprichosa hija adolescente, Matilde (Andrea Tenuta), para agasajar con el clásico almuerzo dominical a los nuevos ricos de la familia, Antonio (Luis Brandoni) y Nora, su esposa (Betiana Blum), quienes han ascendido económica y socialmente en circunstancias turbias durante la última dictadura cívico-militar argentina (1976-1983).
El destino de Mamá Cora se debate mientras se cocina el almuerzo, que son "los ravioles del domingo" y el tuco preparados por Elvira; nadie quiere responsabilizarse por la anciana, siendo «ellas» las que imponen su opinión, mientras «ellos» tratan de que se respete el nombre de su madre. Por su parte, Mamá Cora, —que debido al altercado con Susana ha decidido salir para dejar de estorbar unas horas― termina en la casa de enfrente de Sergio, haciendo el favor de cuidar al pequeño hijo de Dominga, la vecina (Cecilia Rossetto).
Nadie encuentra a Mamá Cora. Ante la "desaparición" tras la pelea con su nuera, sumada a la noticia de que se ha encontrado el cadáver desfigurado de una anciana bajo un tren, la compungida parentela llega a la conclusión que no es otra que Mamá Cora, debido a que vieron en la morgue que el cadáver tenía los mismos zapatos que solía usar esta última, y asumen que se ha suicidado para no causar más problemas. Elvira hace sentir culpable de la muerte a Susana, ya que considera que la salida de la anciana de la casa de su nuera fue consecuencia directa del altercado de la mayonesa al inicio. Previa consulta con la policía gracias a los «contactos» de Antonio, se informa de la tragedia a la familia lejana y a la paupérrima Emilia (Lidia Catalano) quien llega desesperada tras escuchar la noticia del suicidio de su madre.
Mientras tanto, desde la terraza de Dominga, Mamá Cora observa las idas y venidas que se suceden enfrente en casa de Sergio y Elvira, sin entender que está sucediendo realmente. Años de problemas, resentimientos e intrigas surgen entre los miembros de la familia mientras preparan el velorio de los restos de la supuesta Mamá Cora. Se suceden equívocos y salen a relucir graves verdades de familia "poco convenientes".
En medio de su propio velorio, Mamá Cora reaparece ante el asombro de todos. La familia recapacita, revalorando la presencia de su miembro más antiguo, y mientras Mamá Cora, parientes y conocidos se van al velorio de la anciana que creían era ella (y en realidad era una mujer húngara), Susana se burla a carcajadas frente a sus desconcertados parientes, riéndose de ellos y de sí misma, porque ya nada volverá a ser como antes.

## Reparto
| Actor              | Personaje                  | Descripción |
| ------------------ | -------------------------- | --- |
| Luis Brandoni      | Antonio Musicardi          | Hijo de Mamá Cora. Junto con su esposa Nora son los “nuevos ricos” de la familia gracias al tráfico de influencias, la extorsión mafiosa y la especulación financiera. Al ver como él es famoso y progresa económicamente, despierta desconcierto y recelos en la familia. |
| China Zorrilla     | Elvira Romero de Musicardi | Esposa de Sergio y madre de Matilde. Una mujer de clase media con mal genio que se comporta amablemente únicamente por las apariencias, importándole sólo complacer a sus parientes ricos, Nora y Antonio, y que se lleva mal con su concuñada pobre, Susana.              |
| Antonio Gasalla    | Mamá Cora                  | Su nombre completo es Ana María de los Dolores Buscarolli de Musicardi. Una mujer mayor que sufre de alzheimer. |
| Julio de Grazia    | Jorge Musicardi            | Hijo mayor de Mamá Cora y esposo de Susana. Siempre se siente desdichado y miserable. |
| Betiana Blum       | Nora de Musicardi          | Esposa de Antonio, que sólo se lleva bien con su propia familia, ya que no le agrada la de su marido. Es hipócrita y fue amante de Sergio, su cuñado. |
| Mónica Villa       | Susana de Musicardi        | Esposa de Jorge y madre de una bebé. Constantemente nerviosa y agobiada por tener que hacerse cargo de su suegra sin ayuda familiar. |
| Juan Manuel Tenuta | Sergio Musicardi           | Hijo de Mamá Cora, esposo de Elvira y padre de Matilde. Perezoso y de carácter irascible. Tuvo un «affaire» con su cuñada Nora. |
| Andrea Tenuta      | Matilde Musicardi          | Hija de Sergio y Elvira. |
| Lidia Catalano     | Emilia Musicardi           | Hija de Mamá Cora y madre de Cacho. Mujer muy humilde de carácter hosco y dramático. |
| Darío Grandinetti  | Cacho                      | Hijo de Emilia. Aparenta retraso mental y pelea con otros chicos más jóvenes cuando juegan a la pelota. |
| Clotilde Borella   | Doña Elisa                 | Vecina siempre criticada por Elvira. Madre de Pocha. |
| Enrique Pinti      | Felipe                     | Primo alcohólico de los hermanos Musicardi y sobrino de Mamá Cora. |
| Angelita Pardo     | Rosaura (anciana sorda)    | Amiga y cuñada de Mamá Cora, madre de Felipe y tía de los hermanos Musicardi. |
| Cecilia Rossetto   | Dominga                    | Vecina de Mamá Cora. Se va a un encuentro amoroso secreto y con engaños le encarga su hijo a la anciana. |
| Mónica Alessandría | Pocha                      | Hija de Doña Elisa. Vecina y amiga de Matilde. |
| Pina Criscuolo     | Doña Gertrudis             | Profesora de francés de Matilde. |
| Gofredo Colombo    | Don Genaro                 | Esposo de doña Gertrudis. |
| Rafael Rodríguez   | Funcionario de la morgue   | Trabajador de la morgue que les muestra a los hermanos Musicardi el cuerpo desfigurado de la mujer húngara. |
| Gloria Necon       | Hija de la húngara         | Hija de la anciana húngara que se suicidó tirándose a un tren en Villa Luro. |
| Juan Acosta.       | Peralta                    | Oficial de policía. |
| José Andrada       | Policía                    | Compañero de Peralta. |
| Miguel Ángel Porro | Colectivero                | Colectivero que casi atropella a Mamá Cora. |
| Matías Puelles     | Hijo de Dominga            | Niño que Mama Cora cuida en la ausencia de su madre. |
| Jorge Santos       | Delivery de la florería    | Niño que lleva una corona de flores al funeral de la supuesta Mamá Cora. |

## Producción
El filme se originó en la pieza teatral Esperando la carroza, del uruguayo Jacobo Langsner, especialista en el género teatral denominado «grotesco rioplatense», la cual fue estrenada en Montevideo por la Comedia Nacional de Uruguay en 1962 y dirigida por Sergio Otermin. La obra ya había tenido una adaptación televisiva para el prestigioso ciclo Alta comedia de Canal 9 en los años 1970, interpretada por China Zorrilla, Pepe Soriano, Raúl Rossi, Dora Baret, Alberto Argibay, Lita Soriano, Alicia Berdaxagar, Marta Gam y la participación de la maestra de teatro austríaca Hedy Crilla como Mamá Cora.
Para el largometraje el guion fue reelaborado para aumentar la participación del personaje de Mamá Cora, que en el original era mucho menor. Este personaje para el que Alejandro Doria imaginó en un principio a la gran Niní Marshall (para luego arrepentirse por el trato que se le daba a la anciana en el argumento) fue interpretado finalmente por Gasalla con la ayuda de un logrado maquillaje creado por Alex Mathews.
Así las cosas, la película se puede ver como un guiño a otro film clásico argentino, La nona (1979), donde también un hombre (otra vez Pepe Soriano) interpreta a una anciana abuelita que, en este caso, simboliza lo peor de la sociedad del momento.
Juan Manuel Tenuta es el único actor de la película que participó del elenco original (interpretando además al mismo personaje, Sergio) que estrenó la obra en Buenos Aires con dirección de Villanueva Cosse en el año 1975 en el Teatro del Centro, ubicado en la calle Sarmiento al 1249. La obra contaba además con la actuación de la mujer de Tenuta en la vida real, Adela Gleijer -padres ambos de Andrea Tenuta, la Matilde de esta versión cinematográfica-.
El lugar donde transcurren las principales escenas es una típica casa chorizo que se encuentra en la calle Echenagucía 1232, muy cerca de la plaza Ciudad de Banff, en el barrio de Versalles de la ciudad de Buenos Aires, y cercana al Estadio José Amalfitani del Club Atlético Vélez Sarsfield. La misma fue declarada Patrimonio Cultural de la Ciudad de Buenos Aires en 2011.
Los habitantes del barrio y las dueñas de la casa participaron del film en escenas como la del velatorio o la del final en la que intervinieron ancianos que acostumbraban pasar sus horas en la plaza anteriormente citada. La bebé de Jorge (de Grazia) y Susana (Villa) es también una vecina de la misma calle, quien años después siguió viviendo en el barrio de Versalles.
La escena donde aparecen Darío Grandinetti, Manuel Tenuta y Luis Brandoni se filmó en un baldío ubicado en la intersección de las calles Somellera y Timoteo Gordillo, en el barrio porteño de Villa Lugano. El solar es hoy un estacionamiento de colectivos.

## Recepción
En su estreno el filme recibió duras críticas y un éxito moderado de público. Con el paso del tiempo se fue convirtiendo en un clásico de culto del cine argentino, debido al reflejo de la idiosincrasia argentina que hace a través de una amarga sátira, la que incluye comentarios sociales sobre la realidad de los años 1970 y 1980 y el menosprecio hacia la ancianidad.
El guion ganó el Premio Argentores y de la Asociación de Cronistas Cinematográficos de la Argentina (Premio Cóndor a Mejor Adaptación).

## Lanzamiento en DVD y reestreno
Celebrando las dos décadas de su estreno, en el año 2005 se editó el DVD de la película, con imágenes de detrás de escenas y escenas eliminadas, además de una entrevista a Alejandro Doria, director de la cinta.
El 25 de octubre de 2012, luego de 27 años, la película se reestrenó en cines digitales (DCP) de todo el país, luego de una restauración y retoque digital completo de imagen, realizado en Cinecolor Digital por un equipo de restauración integrado por Juan Ignacio Bousquet (quien en 2008 restauró junto a Milagros Cimadevilla la primera película argumental argentina: La Revolución de Mayo, de Mario Gallo, de 1909), Ana Lucía Amor, Federico Andrade, Lucas Méndez Aymar, Natalia Martínez, Valeria Dávila, Laura Gómez y Gustavo Gorzalczany. El sonido fue restaurado por José Luis Díaz, sonidista original del film.
La remasterización es un proceso que consistente en mejorar la calidad de sonido e imagen de una película, no solo para ofrecer una copia mejorada sino también con el propósito de la recuperación y restauración del patrimonio histórico fílmico. En el caso de Esperando la carroza, los resultados obtenidos fueron sorprendentes, obteniendo una calidad superior a la que se vio en su primer estreno, en 1985.

## Legado

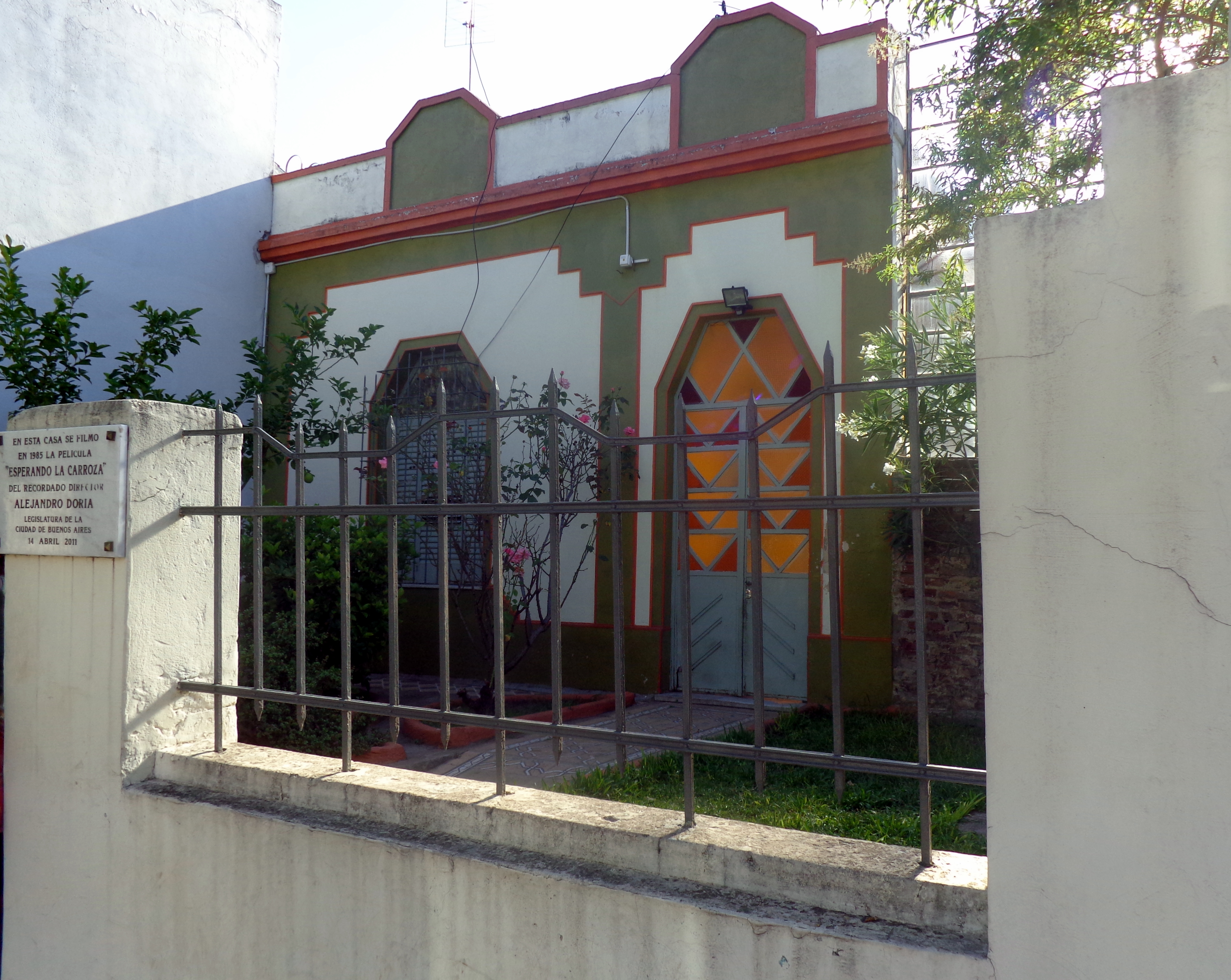
La casa en la que se filmaron las escenas del hogar de Mamá Cora, como se ve en una imagen de 2014. La vivienda se encuentra en el barrio de Versalles, en Buenos Aires.

Como film de culto, Esperando la carroza logra niveles sorprendentes de audiencia cuando se transmite por televisión, generalmente en domingos (la acción transcurre en un accidentado domingo familiar) y los diálogos de la película han impuesto latiguillos y expresiones que se han incorporado al acervo popular argentino (por ejemplo: «Yo hago puchero, ella hace puchero. Yo hago ravioles, ella hace ravioles», «¡Qué país!», «Tres empanadas», «Una miseria digna» y las más famosas de la cinta: «¡Minusválida mental!», «Ahí lo tenés al pelotudo» y «A dónde está mi amiga»).
El personaje de Mamá Cora se ha vuelto inmensamente popular, siendo interpretado siempre por Antonio Gasalla en programas propios y en otros como invitado. En una participación especial Gasalla hizo el personaje en el popular programa de la famosa actriz y conductora Susana Giménez durante 16 años. Allí se pasó a llamar simplemente "La abuela".
En 1993 se realizó una versión televisiva homónima de doce capítulos en Canal 7 con Antonio Gasalla, Mónica Villa y Lidia Catalano repitiendo sus personajes del film y en esta ocasión acompañados por Gabriela Acher (Nora), Roberto Carnaghi (Jorge), Salo Pasik (Sergio), Alberto Clementín (Antonio) y Tina Serrano (Elvira). La producción del programa corrió por cuenta de Clara Zappettini y el libro fue nuevamente de Jacobo Langsner.
En 2008 se rodó para el cine la secuela Esperando la carroza 2, con la mayoría de los actores de la original, exceptuando a China Zorrilla -que se negó a participar-, Antonio Gasalla, Darío Grandinetti y Julio de Grazia (fallecido en 1989), quien fue reemplazado por Roberto Carnaghi, que ya había interpretado al personaje en la versión televisiva de 1993. La cinta fue estrenada el 2 de abril de 2009.
El 4 de febrero de 2021 se estrenó el documental Carroceros, dirigido por Mariano Frigerio y Denise Urfeig, que se centra en la figura de los fanáticos de la película. Los "carroceros" se agrupan en redes sociales y realizan peregrinaciones al barrio de Versalles cada aniversario del estreno de la película y cada aniversario de la fundación de su grupo de Facebook: la Asociación de enfermitos de Diálogos de "Esperando la Carroza". Van disfrazados de sus personajes favoritos y actúan sus escenas preferidas en las mismas locaciones donde se filmaron. El documental indaga sobre la razón y el origen del gran fanatismo que genera esta película, no sólo en Argentina sino en muchos países latinoamericanos, y muestra un despliegue de carroceros mientras que Mariano, su codirector y protagonista, él mismo carrocero, busca cumplir su sueño de entrar a la casa donde se filmó el film. La cinta también incluye material fílmico del backstage de Esperando la carroza y cuenta con el testimonio de los actores y las actrices que la protagonizaron.
En una encuesta de las 100 mejores películas del cine argentino llevada a cabo por el Museo del Cine Pablo Ducrós Hicken en el año 2000, la película alcanzó el puesto 12. En una nueva versión de la encuesta organizada en 2022 por las revistas especializadas La vida útil, Taipei y La tierra quema, presentada en el Festival Internacional de Cine de Mar del Plata, la película alcanzó el puesto 16.

## Adaptaciones

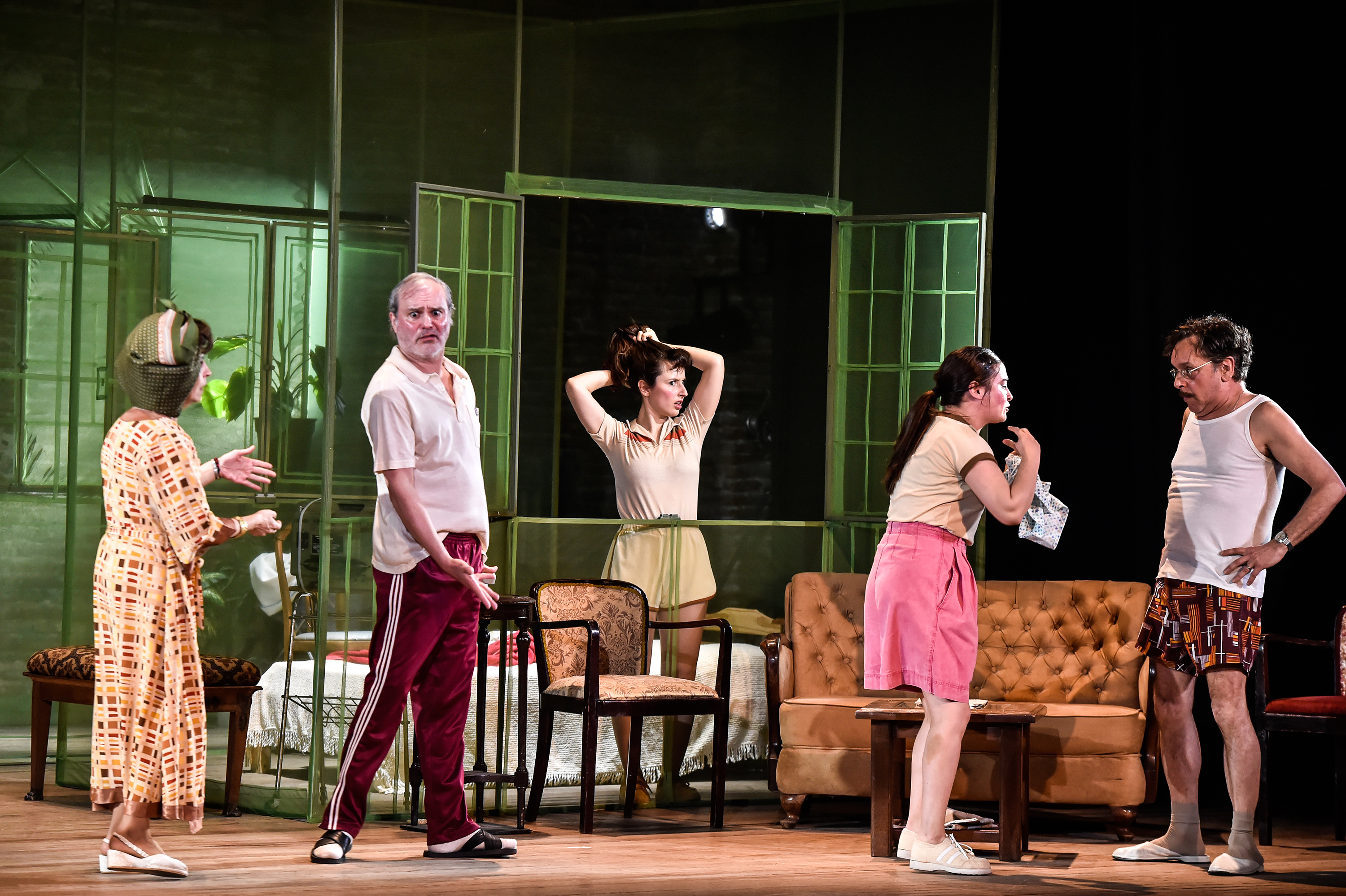
Obra de teatro Esperando la carroza en el Teatro Lavalleja, Uruguay (2022).

Entre las distintas adaptaciones internacionales se encuentran: 
- Una película para la televisión portuguesa titulada Querida mãe (basada en la película).
- Una pieza teatral realizada en Madrid hecha con actores españoles hablando con acento argentino.
- En 2008 se realizó una adaptación brasileña de la historia, llamada A guerra dos Rocha, protagonizada por Ary Fontoura. Fue realizada por Fox Filmes do Brasil con apoyo de Globo Filmes.
- En 2015 el productor salvadoreño Daniel Polanco junto a CECCO Producciones realizan una nueva versión de esta película con toque salvadoreño, que lleva por título Los Caballero, la cual se estrenó a fines de ese mismo año.
- En 2016 el productor brasileño Fernando Schweitzer realizó la primera versión de la obra en portugués en Brasil, transportando la escena a la comunidad italiana de Bixiga, en São Paulo, con musicalización de canciones de Adonirán Barbosa, conocido cantautor que llevó el acento típico de este barrio a proyección nacional en sus sambas. Una particularidad de esta versión es que los parlamentos de Mama Cora en la obra eran en italiano, mientras los demás personajes apenas tenían acento de inmigrantes italo-brasileño.